# خواكيم أندرسن
خواكيم أندرسن (بالدنماركية: Joachim Andersen)‏ هو موزع وملحن دنماركي، ولد في 29 أبريل 1847 في كوبنهاغن في الدنمارك، وتوفي بنفس المكان في 7 مايو 1909.

## وصلات خارجية
- خواكيم أندرسن على موقع ميوزك برينز (الإنجليزية)
- خواكيم أندرسن على موقع إن إن دي بي (الإنجليزية)
- خواكيم أندرسن على موقع ديسكوغز (الإنجليزية)